# Blincourt
Blincourt – miejscowość i gmina we Francji, w regionie Hauts-de-France, w departamencie Oise.
Według danych na rok 1990 gminę zamieszkiwało 45 osób, a gęstość zaludnienia wynosiła 16 osób/km² (wśród 2293 gmin Pikardii Blincourt plasuje się na 952. miejscu pod względem liczby ludności, natomiast pod względem powierzchni na miejscu 1072.).